# Le Masque d'or
Pour plus de détails, voir Fiche technique et Distribution.
Le Masque d'or (The Mask of Fu Manchu) est un film américain réalisé par Charles Brabin, sorti en 1932.

## Synopsis
L'expédition menée par sir Barton parti à la recherche de la tombe de Gengis Khan, tombe entre les mains du redoutable docteur Fu Manchu qui a pour dessein de s'emparer de l'épée et du masque d'or pour dominer l'Asie.

## Fiche technique
- Titre : Le Masque d'or
- Titre original : The Mask of Fu Manchu
- Réalisation : Charles Brabin ; Charles Vidor (non crédité)
- Assistant réalisateur : John Waters (non crédité)
- Scénario : Irene Kuhn, Edgar Allan Woolf et John Willard d'après une histoire de Sax Rohmer
- Société de production : MGM et Cosmopolitan Productions
- Musique : William Axt
- Photographie : Tony Gaudio
- Montage : Ben Lewis
- Direction artistique : Cedric Gibbons
- Costumes : Adrian
- Effets spéciaux : Warren Newcombe
- Pays d'origine : États-Unis
- Langue : anglais
- Format : Noir et blanc - Son : Mono (Western Electric Sound System)
- Genre : aventure & Fantastique
- Durée : 68 minutes
- Date de sortie : 5 novembre 1932 (USA)

## Distribution
- Boris Karloff : Dr. Fu Manchu
- Lewis Stone : Nayland Smith
- Karen Morley : Sheila
- Charles Starrett : Terrence Granville
- Myrna Loy : Fah Lo See
- Jean Hersholt : Von Berg
- Lawrence Grant : Sir Lionel Barton
- David Torrence : McLeod

Acteurs non crédités
- Everett Brown : Un esclave
- Steve Clemente : Le lanceur de couteaux
- Ferdinand Gottschalk : Un officiel du British Museum
- Tetsu Komai : Un exécuteur
- Chris-Pin Martin : Un potentat
- Lal Chand Mehra : Un prince indien
- Clinton Rosemond : Un esclave
- E. Alyn Warren : Goy Lo Sung